# Наголдгау
Наголдгау (на немски: Nagoldgau; Nagoldgouw, Nagaltgouwe) е от 780 г. средновековно франкско гауграфство на река Некар, дясно от река Елзенц, в Херцогство Швабия в днешния Баден-Вюртемберг, Германия.
Некаргау започва от Баар, граничи на север с Енцгау и на дясно с Елзенцгау.
Управлява се от фамилията, от която произлизат пфалцграфовете на Тюбинген.
Наголдгау се разделя на две по-малки гау-графства:
- Валдгау около Дорнщетен/Глатен
- Вестергау, територия в Шварцвалд, части на Дорнщетен, Ергенцинген и Рордорф. Не трябва да се бърка с графствата Вестергау във Франкен, Тюрингия и Бавария, които имат същото име.

## Гауграфове в Наголдгау
- Граф Геролд I († 1 септември 799), ок. 785 до 790 г. граф в Баар[3] Сестра му Хилдегард се омъжва 771 г. за Карл Велики
- Граф Анселм (* ок. 925; † сл. 966), граф на Тюбинген, ок. 966 г. граф на Наголдгау[4]
- Вернер (* ок. 950; † пр. 1027), негов син, граф на Наголдгау[5]
- Граф Анселм, 1027 [6]
- Граф Анселм († 25 декември ок. 1087)[7]